# 2 elégia (Bartók)
Bartók Béla 2 elégia (Op. 8b, Sz. 41, BB 49) című sorozat zongorára készült, 1908–1909 között. A mű kb. 15 perc hosszú.
Az első darab 1908 februárjából származik, a második elégia 1909 decemberében keletkezett.
Az első elégia a Geyer Stefivel történt szakítás érzelmi krízisének utóhangja: a darab tetőpontján ismét felhangzik a tercekből épített „Leitmotiv”. Ez a mű – Bartóktól szokatlanul – eléggé személyes hangvételűre sikeredett.
A második tétel forradalmi újítása az a nagymértékű szabadság, amit az előadó kezébe adott a szerző: a zongorista tetszésére bízta a kísérő figurák számát a darab egyes részleteiben. A második Elégia motivikusan egységes: arra a legördülő öt hangra épült, amely az első Elégiában is felhasznált „Leitmotiv” fordításból alakult. A darab harmóniavilága a francia Claude Debussy hatásáról árulkodik.
- Tételek:

1. Grave
2. Molto adagio

## Autográf anyagok
- Vázlatok:

1. Fekete zsebkönyv (Bartók Archívum, Budapest: BH206)
2. Egy oldal (Bartók Péter magángyűjteménye: 21PS1).

- Fogalmazvány, a R 478 elsőkiadás (1910) metszőpéldánya (Bartók Archívum, Budapest: 489).
- A Rozsnyai elsőkiadás javított korrektúralevonata (Bartók Archívum, Budapest: 1995); egy másik korrektúralevonat (Freund/Milroy gyűjtemény ®).
- A Rozsnyai elsőkiadás javított példánya (ifj. Bartók Béla magángyűjteménye).